# 알베르트 세라
알베르트 세라(Albert Serra, 1975년 10월 9일 ~ )는 스페인의 영화 감독이다. 2022년 영화 《퍼시픽션》을 통해 뤼미에르상 감독상을 수상했다.

## 작품 목록
- 기사에게 경배를 (2006)
- 새들의 노래 (2008)
- 그리스도의 이름들 (2010)
- 주께서 내게 기적을 행하셨도다 (2011)
- 내 죽음의 이야기 (2013)
- 루이 14세의 죽음 (2016)
- 태양왕 루이 14세 (2018)
- 리베르테 (2019)
- 퍼시픽션 (2022)